# Austrogymnocnemia lulinguensis
Austrogymnocnemia lulinguensis is een insect uit de familie van de mierenleeuwen (Myrmeleontidae), die tot de orde netvleugeligen (Neuroptera) behoort. 
Austrogymnocnemia lulinguensis is voor het eerst wetenschappelijk beschreven door New in 1985.